# Marc Jackson
Marc Anthony Jackson (ur. 16 stycznia 1975 w Filadelfii) – amerykański koszykarz, występujący na pozycji środkowego.

## Osiągnięcia
NCAA
- Uczestnik rozgrywek II rundy turnieju NCAA (1996, 1997)
- Zawodnik Roku Konferencji Atlantic 10 (1997)[1]

NBA
- Zaliczony do I składu debiutantów NBA (2001)[2]
- Uczestnik Rookie Challenge (2001)[3]
- 2-krotny debiutant miesiąca (grudzień 2000, styczeń 2001)[1]

Inne
- Wicemistrz:
- Turcji (1999)
- Grecji (2008)
- Brązowy medalista mistrzostw Rosji (2009)
- Zdobywca Pucharu Rosji (2009)[3]
- Finalista Pucharu Grecji (2008)
- 5-krotny zawodnik tygodnia ligi ACB